# Nyugat-afrikai pojána
A nyugat-afrikai pojána (Poiana leightoni) az emlősök (Mammalia) osztályának ragadozók (Carnivora) rendjébe, ezen belül a cibetmacskafélék (Viverridae) családjába és a cibetmacskaformák (Viverrinae) alcsaládjába tartozó faj.

## Rendszertani besorolása
Habár manapság a nyugat-afrikai pojánát önálló fajnak tekintik, korábban a közép-afrikai pojána alfajának vélték, a Poiana richardsonii leightoni név alatt.

## Előfordulása
A nyugat-afrikai pojána előfordulási területe Nyugat-Afrika. Ezt a ragadozó emlősállatot eddig, csak két országban vették észre, az egyik az Elefántcsontpart, míg a másik Libéria. A guineai jelenléte még nincs bebizonyítva.

## Életmódja
Az esőerdők lombkoronáiban található meg.

## Rokon faj
A nyugat-afrikai pojána legközelebbi rokona és az afrikai tigrispetymeg (Poiana) nem másik faja a közép-afrikai pojána (Poiana richardsonii).

### Fordítás
- Ez a szócikk részben vagy egészben  a   Leighton's linsang című angol Wikipédia-szócikk ezen változatának fordításán alapul.  Az eredeti cikk szerkesztőit annak laptörténete sorolja fel. Ez a jelzés csupán a megfogalmazás eredetét és a szerzői jogokat jelzi, nem szolgál a cikkben szereplő információk forrásmegjelöléseként.